# جامپ شات

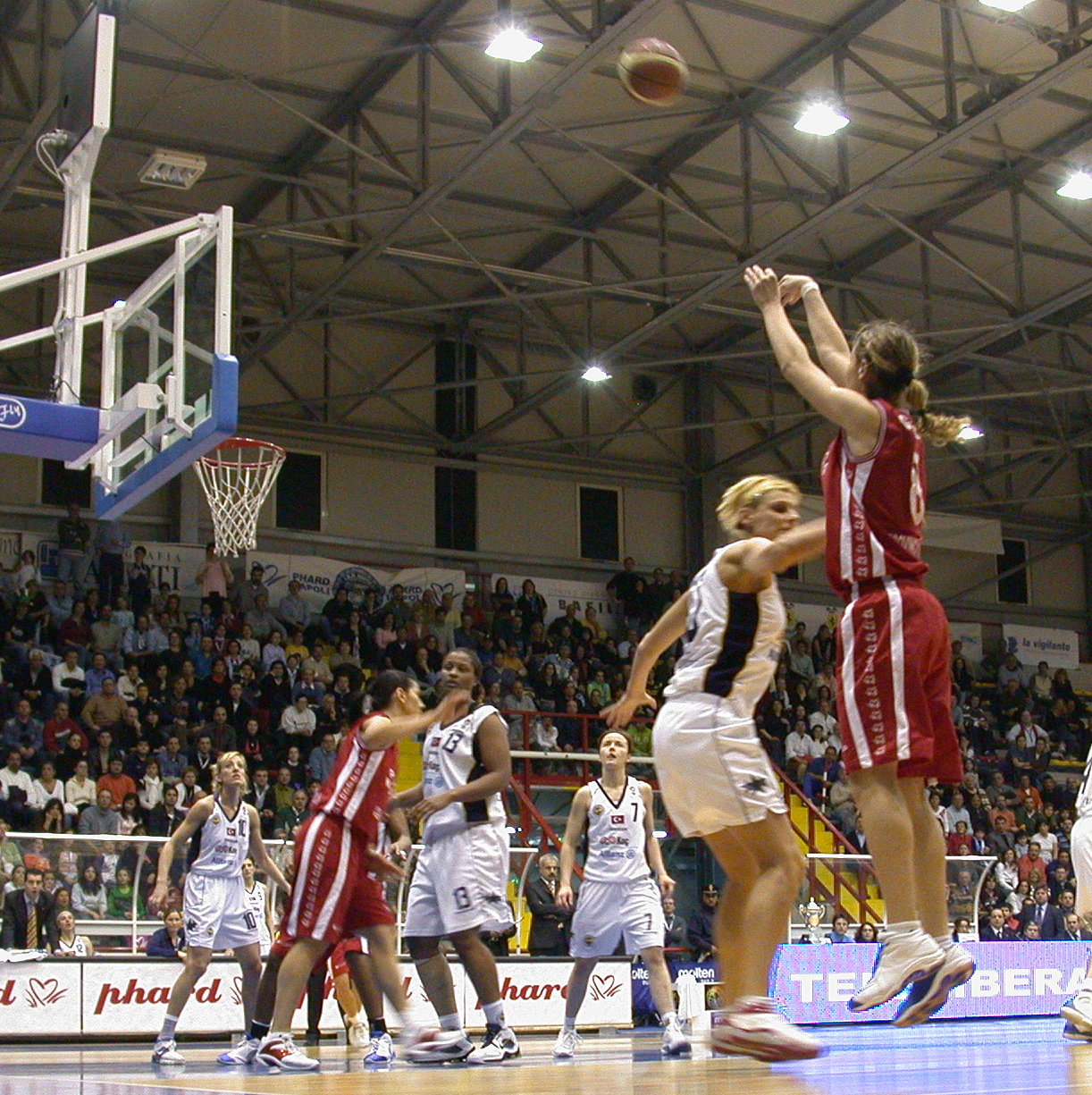
جامپ شات در تصویر با پرش

جامپ شات (به انگلیسی: Jump shot) یکی از روش‌های پرتاپ توپ به سمت حلقه در بسکتبال می‌باشد به این صورت که بازیکن با پرش در مسافت‌های دور توپ را در حالت قوس‌مانند به سمت حلقه پرتاب می‌کند. معمولاً در مسافت‌های دور و کسب سه امتیاز از جامپ شات استفاده می‌شود. زیرا بدین وسیله قدرت پرتاب بازیکن زیاد می‌شود و اینکه با دفاع مدافع هم احتمال گل یا خطا روی بازیکن افزایش می‌یابد.